# Codoma
Genre
Espèce
Codoma est un genre de poissons téléostéens de la famille des Cyprinidae et de l'ordre des Cypriniformes. Le genre Codoma est monotypique, c'est-à-dire qu'il n'est composé que d'une seule espèce, Codoma ornata. Cette espèce se rencontre au Mexique.

## Liste des espèces
Selon FishBase (1 octobre 2015) :
- Codoma ornata Girard, 1856